# Schalunen
Schalunen est une localité et une ancienne commune suisse du canton de Berne, située dans l'arrondissement administratif de Berne-Mittelland et la commune de Fraubrunnen.

## Histoire
Le 1er janvier 2014, Schalunen fusionne avec les communes de Büren zum Hof, Etzelkofen, Fraubrunnen, Grafenried, Limpach, Mülchi et Zauggenried. La nouvelle commune porte le nom de Fraubrunnen.